# Camilla, Regină a Regatului Unit
Camilla, Regină a Regatului Unit, (Camilla Rosemary; născută Shand, anterior Parker Bowles; n. 17 iulie 1947, Greater London, Anglia, Regatul Unit) este a doua soție a regelui Charles al III-lea. În trecut a deținut titlurile nobiliare de Ducesă de Cornwall, Ducesă de Rothesay și Contesă de Chester. Era cunoscută mai ales sub titlul de Ducesă de Cornwall, deoarece titlul de Prințesă de Wales era asociat cu prima soție a lui Charles, Diana. În Scoția, potrivit tradiției, era desemnată prin titlul de Ducesă de Rothesay. La 6 mai 2023 a fost încoronată ca regină.

## Biografie
Camilla s-a născut într-o familie nobilă ca cel mai mare copil al primarului Bruce Shand și soției lui, stimata Rosalind Cubitt, fiica lui Roland Cubitt,3 Baron Ashcombe. Ea a fost născută în East Sussex și South Kensington, și a fost educată în Anglia, Elveția și Franța. Ulterior, ea a lucrat în diferite firme cu sediul în centru Londrei,mai ales firma de decor Sibil Colefax & John Fowler. În 1973, Camilla s-a căsătorit cu ofițerul Andrew Parker Bowles, cu care are doi copii. Ei au divorțat în 1995.
Ea este de asemenea, patronul, președintele și membru a numeroase organizații de caritate. Din 1994 ea a luat măsuri privind osteoporoza, cu care a câștigat distincții și premii. Și-a crescut nivelul de conștientizare în domenii precum, violul și abuzul sexual, alfabetizare și sărăcie, pentru care ea a fost mai târziu lăudată.

## Istorie
Prima ducesă de Cornwall a fost Joan „The Fair Maid of Kent”, care în octombrie 1361 s-a căsătorit cu Edward, Prințul Negru. 
De asemenea, Caterina de Aragon a fost și ea ducesă de Cornwall, prin căsătoria ei cu Arthur, Prinț de Wales și Duce de Cornwall. Ultima ducesă de Cornwall, înainte de Camilla, a fost Diana, Prințesă de Wales.

## Stilul și titlul
Ea nu folosește titlul de Prințesă de Wales, pentru că acest titlu încă este asociat cu fosta soție a Prințului de Wales, Diana, Prințesă de Wales.

## Relația cu prințul de Wales
Timp de mulți ani Camilla a fost într-o relație cu Prințul de Wales, înainte și după fostele căsătorii. Relația a fost extrem de mediatizată în mass-media și a atras atenția la nivel mondial. Relația lor a culminat cu o căsătorie civilă în 2005, care a fost urmărită de televiziunile din Regatul Unit.
Arhiepiscolul de Canterbury, Rowan Williams, i-a binecuvântat în capela Sf.George, Castelul Windsor.
Ducesa l-a asistat pe Prințul de Wales în onorarea îndatoririlor sale regale.